# Cronologia da pandemia de COVID-19 em fevereiro de 2021
Este artigo documenta a cronologia e epidemiologia do vírus SARS-CoV-2 em fevereiro de 2021, o vírus que causa a COVID-19 e é responsável pela pandemia de COVID-19. Os primeiros casos humanos da COVID-19 foram identificados em Wuhan, China, em dezembro de 2019.

## Cronologia

### 1 de fevereiro
- A Malásia registrou 4.214 novos casos, elevando o número total para 219.173. Foram 4.280 recuperações, elevando o número total de recuperados para 170.329. Houve dez mortes, elevando o número de mortos para 770. Houve 48.074 casos ativos, sendo 316 em terapia intensiva e 137 em suporte ventilatório.[1]
- A Nova Zelândia não registrou novos casos, com o número total caindo para 2.303 (1.947 confirmados e 356 prováveis). Uma pessoa se recuperou, elevando o número total de recuperados para 2.209. O número de mortos permanece 25. Foram 69 casos ativos, sendo 67 em isolamento gerenciado e dois na comunidade.[2]
- Singapura registrou 29 novos casos importados, elevando o total para 59.565.[3] 43 receberam alta, elevando o número total de recuperações para 59.271. O número de mortos permanece em 29.[4]
- A Ucrânia registrou 2.030 novos casos diários e 61 novas mortes diárias, elevando o número total para 1.221.485 e 22.768, respectivamente; um total de 1.023.915 pacientes se recuperaram.[5]
- O Reino Unido relatou a detecção aleatória de 11 casos da variante sul-africana não associada a viagens internacionais.[6]

### 2 de fevereiro
Relatório semanal da Organização Mundial da Saúde:
- A República Tcheca ultrapassa 1 milhão de casos, tornando-se o 20º país a fazê-lo.[8]
- A Malásia registrou 3.455 novos casos, elevando o total para 222.628. Foram 3.661 novas recuperações, elevando o total de recuperados para 173.990. Houve 21 novas mortes, elevando o número de mortos para 791. Foram 47.847 novos casos, sendo 327 em terapia intensiva e 145 em suporte ventilatório.[9]
- A Nova Zelândia registrou 4 novos casos, elevando o número total para 2.307 (1.951 confirmados e 356 prováveis). Uma recuperação foi relatada, elevando o número total de recuperações para 2.210. O número de mortos permanece 25. Houve 72 casos ativos (70 em terapia intensiva e dois em suporte ventilatório).[10]
- Singapura registrou 19 novos casos importados, elevando o total para 59.584. 30 pessoas se recuperaram, elevando o número total de recuperações para 59.301. O número de mortos permanece em 29.[11]
- A Ucrânia registrou 2.394 novos casos diários e 156 novas mortes diárias, elevando o número total para 1.223.879 e 22.924, respectivamente; um total de 1.035.372 pacientes se recuperaram.[12]

### 3 de fevereiro
- A Malásia registrou 4.284 novos casos, elevando o número total para 226.912. Foram 3.804 recuperações, elevando o número total de recuperados para 177.794. 18 mortes foram relatadas, elevando o número de mortos para 809. Houve 48.309 casos ativos, sendo 307 em terapia intensiva e 141 em suporte ventilatório.[13]
- Fiji confirmou um caso de COVID-19. O indivíduo viajou da Indonésia antes de chegar a Nadi em 27 de janeiro de 2021. Além disso, as autoridades relataram um caso histórico resultante de um indivíduo que havia testado positivo na Irlanda.[14][15]
- A Nova Zelândia relatou 3 casos (dois em isolamento gerenciado e um caso histórico), elevando o número total para 2.308 (1.952 confirmados e 356 prováveis). 12 se recuperaram, elevando o número total de recuperações para 2.222. O número de mortos permanece 25. Houve 61 casos ativos (59 em isolamento gerenciado e dois na comunidade).[16]
- Singapura registrou 18 novos casos, incluindo um na comunidade e 17 importados, elevando o total para 59.602.[17] 19 receberam alta, elevando o número total de recuperações para 59.320. O número de mortos permanece em 29.[18]
- A Ucrânia registrou 3.285 novos casos diários e 165 novas mortes diárias, elevando o número total para 1.227.164 e 23.089, respectivamente; um total de 1.045.473 pacientes se recuperaram.[19]

### 4 de fevereiro
- A Malásia registrou 4.571 novos casos, elevando o total para 231.483. Foram 4.092 recuperações, elevando o número total de recuperações para 181.886. Houve 17 mortes, elevando o número de mortos para 826. Houve 48.771 casos ativos, sendo 308 em terapia intensiva e 135 em suporte ventilatório.[20]
- A Nova Zelândia registrou 6 novos casos, elevando o número total para 2.313 (1.957 confirmados e 356 prováveis). Um caso previamente confirmado foi reclassificado como sob investigação. Seis se recuperaram, elevando o número total de recuperações para 2.228. O número de mortos permanece em 25. Foram 60 casos ativos (58 em isolamento gerenciado e dois na comunidade).[21]
- Singapura registrou 22 novos casos importados, elevando o total para 59.624.[22] 28 pessoas se recuperaram, elevando o número total de recuperações para 59.348. O número de mortos permanece em 29.[23]
- A Ucrânia registrou 5.082 novos casos diários e 140 novas mortes diárias, elevando o número total para 1.232.246 e 23.229, respectivamente; um total de 1.055.406 pacientes se recuperaram.[24]
- Os Estados Unidos da América registraram 4.995 novos casos diários de morte, a segunda maior fatalidade humana de casos relativos, desde o primeiro da pandemia, elevando o número de mortos para 431.399.

### 5 de fevereiro
- A Malásia registrou 3.391 novos casos, elevando o número total para 234.874. Foram 3.392 casos, elevando o número total para 185.278. Houve 19 mortes, elevando o número de mortos para 845. Houve 48.751 casos ativos, sendo 310 em terapia intensiva e 134 em suporte ventilatório.[25]
- A Nova Zelândia registrou 2 novos casos, elevando o número total para 2.315 (1.959 confirmados e 356 prováveis). O número de recuperados permanece 2.228, enquanto o número de mortos permanece 25. Houve 62 casos ativos (59 em isolamento gerenciado e três na comunidade).[26]
- Singapura registrou 25 novos casos, incluindo um na comunidade e um residente em um dormitório, elevando o total para 59.649.[27] 25 receberam alta, elevando o número total de recuperações para 59.373. O número de mortos permanece em 29.[28]
- A Ucrânia registrou 4.923 novos casos diários e 158 novas mortes diárias, elevando o número total para 1.237.169 e 23.387, respectivamente; um total de 1.063.591 pacientes se recuperaram.[29]

### 6 de fevereiro
- A Malásia registrou 3.847 novos casos, elevando o número total para 238.721. Foram 1.692 recuperações, elevando o número total de recuperados para 186.970. 12 mortes foram relatadas, elevando o número de mortos para 857. Foram 50.894 casos ativos, sendo 305 em terapia intensiva e 139 em suporte ventilatório.[30]
- A Nova Zelândia relatou 1 nova transmissão comunitária na cidade de Hamilton, que estava ligada ao Pullman Hotel em Auckland .[31]
- Singapura registrou 26 novos casos importados, elevando o total para 59.675.[32] Além disso, um caso que residia em um dormitório provavelmente foi reinfectado. 32 pessoas se recuperaram, elevando o número total de recuperações para 59.405. O número de mortos permanece em 29.[33]
- A Ucrânia registrou 4.310 novos casos diários e 129 novas mortes diárias, elevando o número total para 1.241.479 e 23.516, respectivamente; um total de 1.070.749 pacientes se recuperaram.[34]

### 7 de fevereiro
- A Malásia registrou 3.731 novos casos, elevando o número total para 242.452. Foram 3.369 recuperações, elevando o número total de recuperados para 190.339. Houve 15 mortes, elevando o número de mortos para 872. Houve 51.241 casos ativos, sendo 292 em terapia intensiva e 140 em suporte ventilatório.[35]
- A Nova Zelândia registrou 5 novos casos, elevando o número total para 2.320 (1.964 confirmados e 356 prováveis). Uma pessoa se recuperou, elevando o número total de recuperados para 2.229. Houve 66 casos ativos (62 na fronteira e quatro transmissões comunitárias).[36]
- Singapura registrou 24 novos casos, incluindo um na comunidade e 24 importados, elevando o total para 59.699. 28 receberam alta, elevando o número total de recuperações para 59.433. O número de mortos permanece em 29.[37]
- A Ucrânia registrou 3.370 novos casos diários e 81 novas mortes diárias, elevando o número total para 1.244.849 e 23.597, respectivamente; um total de 1.073.046 pacientes se recuperaram.[38]

### 8 de fevereiro
- A Malásia registrou 3.100 novos casos, elevando o número total para 245.552. Foram 2.340 recuperações, elevando o número total de recuperados para 192.679. Houve 24 mortes, elevando o número de mortos para 896. Houve 51.977 casos ativos, sendo 282 em terapia intensiva e 134 em suporte ventilatório.[39]
- A Nova Zelândia não relatou novos casos, recuperações ou mortes. Houve um total de 66 casos ativos, 2.320 (1.964 confirmados e 356 prováveis), 2.229 recuperações e 25 mortes.[40]
- Singapura registrou 22 novos casos, incluindo dois na comunidade e 20 importados, elevando o total para 59.721.[41] 51 pessoas se recuperaram, elevando o número total de recuperações para 59.484. O número de mortos permanece em 29.[42]
- A Ucrânia registrou 2.141 novos casos diários e 47 novas mortes diárias, elevando o número total para 1.246.990 e 23.644, respectivamente; um total de 1.075.743 pacientes se recuperaram.[43]
- Os Estados Unidos da América ultrapassaram 27 milhões de casos, enquanto o número de mortos chegou a 463.433.[44]

### 9 de fevereiro
Relatório semanal da Organização Mundial da Saúde:
- A Malásia registrou 2.764 novos casos, elevando o número total para 248.316. Foram 3.887 recuperações, elevando o número total de recuperados para 196.566. Houve 13 mortes, elevando o número de mortos para 909. Houve 50.841 casos ativos, sendo 289 em terapia intensiva e 127 em suporte ventilatório.[46]
- A Nova Zelândia registrou 2 novos casos, elevando o número total para 2.322 (1.966 confirmados e 356 prováveis). Uma recuperação foi relatada, elevando o número total de recuperações para 2.230. O número de mortos permanece em 25. Houve 67 casos ativos.[47]
- Singapura registrou 11 novos casos importados, elevando o total para 59.732.[48] 22 receberam alta, elevando o número total de recuperações para 59.506. O número de mortos permanece em 29.[49]
- A Espanha ultrapassou 3 milhões de casos de COVID-19.[50]
- A Ucrânia registrou 2.656 novos casos diários e 127 novas mortes diárias, elevando o número total para 1.249.646 e 23.771, respectivamente; um total de 1.084.590 pacientes se recuperaram.[51]

### 10 de fevereiro
- A Argentina ultrapassou 2 milhões de casos de COVID-19.[52]
- Fiji confirmou uma recuperação.[53]
- A Malásia registrou 3.288 novos casos, elevando o número total para 251.604. Foram 1.929 recuperações, elevando o número total de recuperados para 198.495. Houve 14 mortes, elevando o número de mortos para 923. Houve 52.186 casos ativos, sendo 285 em terapia intensiva e 131 em suporte ventilatório.[54]
- A Nova Zelândia relatou 3 novos casos, enquanto um caso relatado anteriormente foi classificado como sob investigação, elevando o número total para 2.324 (1.968 confirmados e 356 prováveis). Foram dez recuperações, elevando o número total de recuperados para 2.240. O número de mortos permanece 25. Foram 59 casos ativos (58 em isolamento gerenciado e um na comunidade).[55]
- A Rússia ultrapassou 4 milhões de casos de COVID-19.[56]
- Singapura registrou 15 novos casos, incluindo um residente em um dormitório e 14 importados, elevando o total para 59.747.[57] 20 pessoas se recuperaram, elevando o número total de recuperações para 59.526. O número de mortos permanece em 29.[58]
- A Ucrânia registrou 3.409 novos casos diários e 163 novas mortes diárias, elevando o número total para 1.253.055 e 23.934, respectivamente; um total de 1.092.376 pacientes se recuperaram.[59]

### 11 de fevereiro
- A Malásia registrou 3.384 novos casos, elevando o total para 254.988. Foram 3.774 recuperações, elevando o número total de recuperações para 202.269. Houve 13 mortes, elevando o número de mortos para 936. Houve 51.783 casos ativos, sendo 259 em terapia intensiva e 122 em suporte ventilatório.[60]
- A Nova Zelândia relatou um novo caso, elevando o número total para 2.324 (1.968 confirmados e 356 prováveis). Cinco pessoas se recuperaram, elevando o número total de recuperações para 2.245. O número de mortos permanece 25. Houve 54 casos ativos (53 em isolamento gerenciado e um na comunidade).[61]
- Singapura registrou 12 novos casos, incluindo três na comunidade e nove importados, elevando o total para 59.759.[62] 32 receberam alta, elevando o número total de recuperações para 59.558. O número de mortos permanece em 29.[63]
- A Ucrânia registrou 5.039 novos casos diários e 124 novas mortes diárias, elevando o número total para 1.258.094 e 24.058, respectivamente; um total de 1.098.944 pacientes se recuperaram.[64]

### 12 de fevereiro
- A Malásia registrou 3.318 novos casos, elevando o número total para 258.306. Foram 3.505 recuperações, elevando o número total de recuperações para 205.774. Houve 17 mortes, elevando o número de mortos para 953. Houve 51.579 casos ativos, sendo 258 em terapia intensiva e 119 em suporte ventilatório.[65]
- A Nova Zelândia registrou dois novos casos, elevando o número total para 2.326 (1.970 confirmados e 356 prováveis). 12 pessoas se recuperaram, elevando o número total de recuperações para 2.257. O número de mortos permanece 25. Foram 44 casos ativos (43 em isolamento gerenciado e um na comunidade).[66]
- Singapura registrou 18 novos casos, incluindo dois na comunidade e 16 importados, elevando o total para 59.777.[67] 11 pessoas se recuperaram, elevando o número total de recuperações para 59.569. O número de mortos permanece em 29.[68]
- A Ucrânia registrou 4.773 novos casos diários e 116 novas mortes diárias, elevando o número total para 1.262.867 e 24.174, respectivamente; um total de 1.106.155 pacientes se recuperaram.[69]
- O Reino Unido ultrapassou 4 milhões de casos de COVID-19.[70]
- Os Estados Unidos da América registraram 5.316 novos casos diários de morte, o maior número de casos relativos de fatalidade humana, desde o primeiro da pandemia, elevando o número total de mortes para 455.316.

### 13 de fevereiro
- A Malásia registrou 3.499 novos casos, elevando o total para 261.805. Foram 3.515 recuperações, elevando o total de recuperados para 209.289. Houve cinco mortes, elevando o número de mortos para 958. Houve 51.558 casos ativos, sendo 263 em terapia intensiva e 118 em suporte ventilatório.[71]
- A Nova Zelândia registrou dois novos casos, elevando o número total para 2.328 (1.972 confirmados e 356 prováveis). Houve uma nova recuperação, elevando o número total de recuperações para 2.258. O número de mortos permanece 25. Houve 45 casos ativos, sendo 44 em isolamento gerenciado e um em suporte ventilatório.[72]
- Singapura registrou nove novos casos importados, elevando o total para 59.786. 35 receberam alta, elevando o número total de recuperações para 59.604. O número de mortos permanece em 29.[73]
- A Ucrânia registrou 5.182 novos casos diários e 111 novas mortes diárias, elevando o número total para 1.268.049 e 24.285, respectivamente; um total de 1.112.299 pacientes se recuperaram.[74]

### 14 de fevereiro
- A Malásia registrou 2.464 novos casos, elevando o total para 264.269. Foram 4.525 recuperações, elevando o número total de recuperações para 213.814. Houve sete mortes, elevando o número de mortos para 965. Foram 49.490 casos ativos, sendo 260 em terapia intensiva e 111 em suporte ventilatório.[75]
- A Nova Zelândia relatou três novas transmissões comunitárias, elevando o número total para 2.330 (1.974 confirmados e 356 prováveis). O número de recuperados permanece 2.258, enquanto o número de mortos permanece 25. Foram 44 casos ativos, sendo 44 em isolamento gerenciado e três na comunidade.[76] Esses três casos comunitários eram membros de uma família (mãe, pai e filha) de Papatoetoe, South Auckland .[77]
- Singapura registrou 14 novos casos importados, elevando o total para 59.800.[78] 17 pessoas se recuperaram, elevando o número total de recuperações para 59.621. O número de mortos permanece em 29.[79]
- A Ucrânia registrou 3.094 novos casos diários e 45 novas mortes diárias, elevando o número total para 1.271.143 e 24.330, respectivamente; um total de 1.114.301 pacientes se recuperaram.[80]

### 15 de fevereiro
- A Malásia registrou 2.176 casos, elevando o número total para 266.445. Foram 4.521 recuperações, elevando o número total de recuperados para 218.335. Houve dez mortes, elevando o número de mortos para 975. Houve 47.135 casos ativos, sendo 260 em terapia intensiva e 112 em suporte ventilatório.[81]
- A Nova Zelândia registrou seis novos casos em isolamento gerenciado, elevando o número total para 2.336 (1.980 confirmados e 356 prováveis). Seis pessoas se recuperaram, elevando o número total de recuperações para 2.264. O número de mortos permanece 25. Foram 47 casos ativos, sendo 44 em isolamento gerenciado e três transmissões comunitárias.[82]
- Singapura registrou nove novos casos importados, elevando o total para 59.809. 20 receberam alta, elevando o número total de recuperações para 59.641. O número de mortos permanece em 29.[83]
- A Ucrânia registrou 2.332 novos casos diários e 62 novas mortes diárias, elevando o número total para 1.273.475 e 24.392, respectivamente; um total de 1.116.779 pacientes se recuperaram.[84]

### 16 de fevereiro
Relatório semanal da Organização Mundial da Saúde:
- A Malásia registrou 2.720 novos casos, elevando o total para 269.195. Foram 5.718 recuperações, elevando o número total de recuperados para 224.053. Houve oito mortes, elevando o número de mortos para 983. Houve 44.129 casos ativos, sendo 253 em terapia intensiva e 118 em suporte ventilatório.[86]
- O México ultrapassou 2 milhões de casos de COVID-19.[87]
- A Nova Zelândia não relatou novos casos. No entanto, um paciente falecido (que havia sido anteriormente classificado como sob investigação) foi reconhecido como óbito por COVID-19, elevando o número de óbitos para 26 e o número total para 2.337 (1.981 confirmados e 356 prováveis). Uma pessoa se recuperou, elevando o número total de recuperações para 2.265. Houve 46 casos ativos (43 em isolamento gerenciado e três na comunidade).[88]
- Singapura registrou um novo caso importado, elevando o total para 59.810.[89] 20 pessoas se recuperaram, elevando o número total de recuperações para 59.661. O número de mortos permanece em 29.[90]
- A Ucrânia registrou 3.143 novos casos diários e 150 novas mortes diárias, elevando o número total para 1.276.618 e 24.542, respectivamente; um total de 1.122.968 pacientes se recuperaram.[91]

### 17 de fevereiro
- A Malásia registrou 2.998 novos casos, elevando o número total para 272.762. Foram 5.709 recuperações, elevando o número total de recuperados para 229.762. Houve 22 mortes, elevando o número de mortos para 1.005. Houve 41.396 casos ativos, sendo 231 em terapia intensiva e 115 em suporte ventilatório.[92]
- A Nova Zelândia registrou três novos casos, elevando o número total para 2.340 (1.984 confirmados e 356 prováveis). O número de recuperados permanece 2.265, enquanto o número de mortos permanece 26. Foram 49 casos ativos (44 em isolamento gerenciado e cinco na comunidade).[93] Mais tarde naquele dia, um sexto caso comunitário foi relatado em Auckland .[94]
- Singapura registrou 11 novos casos, incluindo um na comunidade e dez importados, elevando o total para 59.821.[95] 15 receberam alta, elevando o número total de recuperações para 59.676. O número de mortos permanece em 29.[96]
- A Ucrânia registrou 4.286 novos casos diários e 147 novas mortes diárias, elevando o número total para 1.280.904 e 24.689, respectivamente; um total de 1.128.890 pacientes se recuperaram.[97]

### 18 de fevereiro
- O Brasil ultrapassou 10 milhões de casos de COVID-19.[98]
- A Malásia registrou 2.712 novos casos, elevando o número total para 274.875. Foram 5.320 recuperações, elevando o número total de recuperações para 235.082. Houve 25 mortes, elevando o número de mortos para 1.030. Houve 38.763 casos ativos, sendo 227 em terapia intensiva e 103 em suporte ventilatório.[99]
- A Nova Zelândia registrou quatro casos, elevando o número total para 2.344 (1.988 confirmados e 356 prováveis). Houve sete recuperações, elevando o número total de recuperações para 2.272. O número de mortos permanece em 26. Foram 46 casos ativos, sendo 40 em isolamento gerenciado e seis na comunidade.[100]
- Singapura registrou 11 novos casos importados, elevando o total para 59.832. Três pessoas se recuperaram, elevando o número total de recuperações para 59.679. O número de mortos permanece em 29.[101]
- A Ucrânia registrou 6.237 novos casos diários e 163 novas mortes diárias, elevando o número total para 1.287.141 e 24.852, respectivamente; um total de 1.134.120 pacientes se recuperaram.[102]

### 19 de fevereiro
- A Malásia registrou 2.936 novos casos, elevando o número total para 277.811. 4.889 se recuperaram, elevando o número total de recuperações para 239.971. 13 novas mortes foram relatadas, elevando o número de mortos para 1.043. Foram 37.797 casos ativos, sendo 220 em terapia intensiva e 104 em suporte ventilatório.[103]
- A Nova Zelândia registrou quatro novos casos, elevando o número total para 2.348 (1.992 confirmados e 356 prováveis). O número de recuperações permanece 2.272, enquanto o número de mortos permanece 26. Foram 50 casos ativos, sendo 43 em isolamento gerenciado e sete na comunidade.[104]
- Singapura registrou 14 novos casos importados, elevando o total para 59.846. 18 receberam alta, elevando o número total de recuperações para 59.697. O número de mortos permanece em 29.[105]
- A Ucrânia registrou 6.531 novos casos diários e 120 novas mortes diárias, elevando o número total para 1.293.672 e 24.972, respectivamente; um total de 1.139.977 pacientes se recuperaram.[106]
- Os Estados Unidos da América ultrapassaram 28 milhões de casos de COVID-19.[107]

### 20 de fevereiro
- A Malásia registrou 2.461 novos casos, elevando o número total para 280.272. Foram 4.782 recuperações, elevando o número total de recuperações para 244.753. Houve 8 mortes, elevando o número de mortos para 1.051. Foram 34.468 casos, sendo 207 em terapia intensiva e 91 em suporte ventilatório.[108]
- A Nova Zelândia registrou dois novos casos, elevando o número total para 2.350 (1.994 confirmados e 356 prováveis). Uma pessoa se recuperou, elevando o número total de recuperações para 2.273. O número de mortos permanece em 26. Houve 51 casos ativos (44 em isolamento gerenciado e sete transmissões comunitárias).[109]
- Singapura registrou 12 novos casos importados, elevando o total para 59.858. 22 pessoas se recuperaram, elevando o número total de recuperações para 59.719. O número de mortos permanece em 29.[110]
- A Ucrânia registrou 6.295 novos casos diários e 73 novas mortes diárias, elevando o número total para 1.299.967 e 25.045, respectivamente; um total de 1.144.516 pacientes se recuperaram.[111]
- Três jogadores da seleção nacional de rugby da França, Antoine Dupont, Gabin Villière e Mohamed Haouas, testaram positivo para COVID-19.

### 21 de fevereiro
- A Malásia registrou 3.297 casos, elevando o número total para 283.569. Foram 4.456 recuperações, elevando o número total de recuperações para 249.202. Houve cinco mortes, elevando o número de mortos para 1.056. Houve 33.304 casos ativos, sendo 209 em terapia intensiva e 90 em suporte ventilatório.[112]
- A Nova Zelândia relatou um novo caso, elevando o número total para 2.350 (1.994 confirmados e 356 prováveis). O número total de recuperados permanece 2.273, enquanto o número de mortos permanece 26. Houve 51 casos ativos (44 em isolamento gerenciado e sete transmissões comunitárias).[113]
- Singapura registrou 11 novos casos importados, elevando o total para 59.869. 12 receberam alta, elevando o número total de recuperações para 59.731. O número de mortos permanece em 29.[114]
- A Ucrânia registrou 4.489 novos casos diários e 58 novas mortes diárias, elevando o número total para 1.304.456 e 25.103, respectivamente; um total de 1.146.073 pacientes se recuperaram.[115]

### 22 de fevereiro
- A Índia ultrapassou 11 milhões de casos, enquanto o número de mortos chegou a 156.385.[116]
- A Malásia registrou 2.192 casos, elevando o número total para 285.671. Foram 3.414 novas recuperações, elevando o número total de recuperações para 252.623. Houve seis mortes, elevando o número de mortos para 1.062. Houve 32.076 casos ativos, sendo 199 em terapia intensiva e 91 em suporte ventilatório.[117]
- A Nova Zelândia registrou sete novos casos, elevando o número total para 2.357 (2.001 confirmados e 356 prováveis). Houve quatro recuperações, elevando o número total de recuperações para 2.277. O número de mortos permanece em 26. Houve 54 casos (46 em isolamento controlado e 8 em suporte ventilatório).[118]
- Singapura registrou 10 novos casos, incluindo um na comunidade e nove importados, elevando o total para 59.879. 15 pessoas se recuperaram, elevando o número total de recuperações para 59.746. O número de mortos permanece em 29.[119]
- A Ucrânia registrou 3.206 novos casos diários e 53 novas mortes diárias, elevando o número total para 1.307.662 e 25.156, respectivamente; um total de 1.147.426 pacientes se recuperaram.[120]
- Os Estados Unidos da América atingiram 500.000 mortes por COVID-19.[121]

### 23 de fevereiro
Relatório semanal da Organização Mundial da Saúde:
- A Malásia registrou 2.468 novos casos, elevando o número total para 288.229. Foram 4.055 recuperações, elevando o número total de recuperações para 256.678. Houve 14 mortes, elevando o número de mortos para 1.076. Houve 30.475 casos ativos, sendo 196 em terapia intensiva e 92 em suporte ventilatório.[123]
- A Nova Zelândia registrou seis novos casos, elevando o número total para 2.363. O número de recuperações permanece 2.277, enquanto o número de mortos permanece 26. Foram 60 casos ativos, sendo 51 em isolamento gerenciado e nove transmissões comunitárias.[124] Mais tarde naquele dia, dois novos casos foram vinculados ao cluster Papatoetoe High School .[125]
- Singapura registrou quatro novos casos, incluindo um residente em um dormitório e três importados, elevando o total para 59.883.[126] Sete receberam alta, elevando o número total de recuperações para 59.753. O número de mortos permanece em 29.[127]
- A Ucrânia registrou 4.182 novos casos diários e 153 novas mortes diárias, elevando o número total para 1.311.844 e 25.309, respectivamente; um total de 1.151.777 pacientes se recuperaram.[128]

### 24 de fevereiro
- Fiji confirmou um novo caso importado de Manila, nas Filipinas.[129]
- A Malásia registrou 3.545 novos casos, elevando o número total para 291.774. Foram 3.331 recuperações, elevando o número total de recuperações para 260.009. Houve 12 mortes, elevando o número de mortos para 1.088. Houve 30.677 casos ativos, sendo 189 em terapia intensiva e 88 em suporte ventilatório.[130]
- A Nova Zelândia registrou quatro novos casos, elevando o número total para 2.365. O número de recuperações permanece 2.277, enquanto o número de mortos permanece 26. Foram 62 casos ativos, sendo 51 em isolamento gerenciado e 11 casos comunitários.[131]
- Singapura registrou sete novos casos, incluindo um na comunidade e seis importados, elevando o total para 59.890.[132] Oito pessoas se recuperaram, elevando o número total de recuperações para 59.761. O número de mortos permanece em 29.[133]
- A Ucrânia registrou 5.850 novos casos diários e 152 novas mortes diárias, elevando o número total para 1.317.694 e 25.461, respectivamente; um total de 1.155.422 pacientes se recuperaram.[134]
- Mais de 2,5 milhões de mortes por COVID-19 foram relatadas globalmente.[135]

### 25 de fevereiro
- A Malásia registrou 1.924 novos casos, elevando o número total para 293.698. Foram 3.752 recuperações, elevando o número total de recuperações para 263.761. Houve 12 mortes, elevando o número de mortos para 1.100. Houve 28.837 casos ativos, sendo 205 em terapia intensiva e 91 em suporte ventilatório.[136]
- A Nova Zelândia registrou três novos casos, elevando o número total para 2.368. O número de recuperações permanece 2.277, enquanto o número de mortos permanece 26. Foram 65 casos ativos, sendo 54 em isolamento gerenciado e 11 casos comunitários.[137]
- Singapura registrou dez novos casos, incluindo dois na comunidade e oito importados, elevando o total para 59.900.[138] 24 receberam alta, elevando o número total de recuperações para 59.785. O número de mortos permanece em 29.[139]
- A Ucrânia registrou 8.147 novos casos diários e 135 novas mortes diárias, elevando o número total para 1.325.841 e 25.596, respectivamente; um total de 1.159.311 pacientes se recuperaram.[140]

### 26 de fevereiro
- Fiji confirmou dois casos de COVID-19 originários de viagens ao exterior da África do Sul e dos Estados Unidos.[141]
- A Malásia registrou 2.253 novos casos, elevando o número total para 295.951. Foram 3.085 recuperações, elevando o número total de recuperações para 266.846. Houve 11 mortes, elevando o número de mortos para 1.111. Houve 27.994 casos ativos, sendo 201 em terapia intensiva e 93 em suporte ventilatório.[142]
- A Nova Zelândia registrou três novos casos, elevando o número total para 2.371 (2.015 confirmados e 356 prováveis). Uma pessoa se recuperou, elevando o número total de recuperações para 2.278. O número de mortos permanece em 26. Foram 67 casos ativos, sendo 56 na fronteira e 11 transmissões comunitárias.[143]
- Singapura registrou 13 novos casos importados, elevando o total para 59.913. 18 pessoas se recuperaram, elevando o número total de recuperações para 59.803. O número de mortos permanece em 29.[144]
- A Ucrânia registrou 8.003 novos casos diários e 146 novas mortes diárias, elevando o número total para 1.333.844 e 25.742, respectivamente; um total de 1.163.555 pacientes se recuperaram.[145]

### 27 de fevereiro
- A Malásia registrou 2.364 novos casos, elevando o número total para 298.315. Foram 3.320 recuperações, elevando o número total de recuperações para 270.166. Houve 10 mortes, elevando o número de mortos para 1.121. Houve 27.028 casos ativos, sendo 190 em terapia intensiva e 99 em suporte ventilatório.[146]
- A Nova Zelândia relatou um novo caso, elevando o número total para 2.372 (2.016 confirmados e 356 prováveis). Duas pessoas se recuperaram, elevando o número total de recuperações para 2.280. O número de mortos permanece em 26. Foram 66 casos ativos, sendo 55 na fronteira e 11 na comunidade.[147] Mais tarde naquela noite, o irmão mais velho de um contato casual de Auckland testou positivo para a COVID-19.[148]
- Singapura registrou 12 novos casos importados, elevando o total para 59.925.[149] 13 receberam alta, elevando o número total de recuperações para 59.816. Além disso, um caso que deu positivo na Indonésia morreu, então o número de mortos permanece em 29.[150]
- A Ucrânia registrou 8.172 novos casos diários e 151 novas mortes diárias, elevando o número total para 1.342.016 e 25.893, respectivamente; um total de 1.168.321 pacientes se recuperaram.[151]

### 28 de fevereiro
- A Malásia registrou 2.437 novos casos, elevando o número total para 300.752. Foram 3.228 novas recuperações, elevando o número total de recuperações para 273.417. Houve nove mortes, elevando o número de mortos para 1.130. Houve 26.205 casos ativos, sendo 202 em terapia intensiva e 93 em suporte ventilatório.[152]
- A Nova Zelândia registrou quatro novos casos, elevando o número total para 2.376 (2.020 confirmados e 356 prováveis). Houve cinco recuperações, elevando o número total de recuperações para 2.285. O número de mortos permanece em 26. Foram 65 casos ativos, sendo 54 em isolamento gerenciado e 11 na comunidade.[153] Naquela noite, as autoridades de saúde da Nova Zelândia confirmaram um novo caso vinculado ao cluster de fevereiro de Auckland.[154]
- Singapura registrou 11 novos casos, incluindo um residente em um dormitório e dez importados, elevando o total para 59.936.[155] Sete pessoas se recuperaram, elevando o número total de recuperações para 59.823. O número de mortos permanece em 29.[156]
- A Ucrânia registrou 5.833 novos casos diários e 89 novas mortes diárias, elevando o número total para 1.347.849 e 25.982, respectivamente; um total de 1.170.023 pacientes se recuperaram.[157]